# خالد ياسين
الشيخ خالد ياسين: نشأ مسيحيا في الولايات المتحدة، ويقطن الآن في بريطانيا وقد أنشأ مؤسسة للدعوة ساهمت في إسلام أكثر من ستة آلاف شخص حول العالم وخاصة في بريطانيا وأمريكا وأستراليا حيث يقدم محاضرات لدعوة غير المسلمين للإسلام.

## روابط
- هدف الحياة للشيخ خالد ياسين
- موقع الشيخ خالد ياسين